# Mount Billing
Mount Billing är ett berg i Antarktis. Det ligger i Östantarktis. Nya Zeeland gör anspråk på området. Toppen på Mount Billing är 1 420 meter över havet.
Terrängen runt Mount Billing är varierad. Trakten är obefolkad. Det finns inga samhällen i närheten.